# Свети Михаил (Черкаси)
Катедралата „Свети Михаил“ (на украински: Свято-Михайлівський кафедральний собор) е главният храм на Черкаската епархия на Украинската православна църква (Московска патриаршия) в Черкаси, и в днешно време е най-големият в Украйна. Построен в периода 1994 – 2002 г. и носи името на архангел Михаил .
Освещаването на храма е извършено на 9 август 2002 г.

## Местоположение
Катедралата „Свети Михаил“ се намира на територията на един от най-големите паркове в града – „Катедралния“ (по-рано „Първомайски“), където преди това се е намирала друга църква. Храмът е построен във византийски стил по проект и под ръководството на черкаския митрополит Софроний (Дмитрук), който е почетен член на Архитектурната академия на Украйна.
Височината на катедралата е 74 м, дължината – 58 м, а ширината – 54 м. Това я прави най-голямата православна църква в Украйна и четвъртата православна църква в света. Катедралата е способна да побере едновременно 12 000 души.

## История
Катедралата е построена на мястото на гробището на катедралата „Свети Никола“. Тук са разположени и военната църква „Свети Георги“, която е построена по време на Първата световна война на военното гробище и гробищната църква „Успение Богородично“, която е затворена от съветските власти последна от всички църкви в града – през 1936 г.
На 9 август 1992 г. с решение на Светия синод на УПЦ МП Черкаската епархия е възродена, което изисква съществуването на катедрална църква. Сред парцелите, предложени от градските власти за изграждането на храм, е избрано място в бившите гробища в рамките на Първомайския парк, където се провеждат масови мероприятия за жителите на града. Строителството започва през 1994 г. и продължава 6 години, а работата по декорацията на катедралата, както външна, така и вътрешна, продължава още 2 години след това. Изграждането на катедралата „Свети Михаил“ и церемонията по освещаването на храма са завършени на 9 август 2002 г. в чест на св. Архангел Михаил, тоест на 10-годишнината от възстановяването на Черкаската епархия и 10-годишнината от епископската хиротония на митрополит Софроний. На церемонията присъстват 5 православни митрополити и 20 епископи от Украйна, Русия, Германия, Чехия, Унгария и Беларус, както и 15 000 енориаши.
Катедралата е построена за сметка на различни средства, включително дарения от паството, отделни богати меценати, сред които е Дмитрий Фирташ. На 25 май 2003 г. мощите на св. Макарий Оврушки и Къневски (който от 1671 г. е игумен на Каневския манастир, а през септември 1678 г. е убит от турците, нападнали Канев) са пренесени в новата църква. През юни 2004 г. в мемориалния параклис е открит паметник в памет на жертвите на сталинските репресии, по-специално на духовенството в Черкаси, както и унищожаването на всички градски църкви през „безбожния период“ 1920 – 1940 г.
На местната акция „Седемте чудеса на Черкаси“, по модела на „Седемте чудеса на Украйна“, проведена в края на 2007 г. – в средата на 2008 г. катедралата „Свети Михаил“ в Черкаси е един от 116 кандидати за титлата на победителите в акцията. От 2008 г. започва изграждането на най-високата (134 м висока) църковна камбанария под формата на гълъб, също съгласно първоначалния проект на митрополит Софроний.